# Daniel Recasens i Vives
Daniel Recasens i Vives (Tarragona, 1954) és un lingüista català. És catedràtic emèrit del Departament de Filologia Catalana de la Universitat Autònoma de Barcelona, i entre 1990 i 2022 fou director de recerca del Laboratori de Fonètica de l'Institut d'Estudis Catalans. Els seus treballs procedeixen principalment dels camps de la fonètica i la fonologia experimentals, la fonètica descriptiva i la fonètica històrica. Ha liderat diversos projectes de recerca del Ministeri, el grup de recerca consolidat de la Generalitat 'Grup de Fonètica Experimental' (2001-2021), i la secció espanyola dels projectes d'investigació bàsica de la Unió Europea ACCOR i SPEECH MAPS. Ha estat beneficiari d'un premi ICREA Acadèmia a l'excel.lència investigadora (2011-2016), i ha actuat com a president del 15è Congrés Internacional de Ciències Fonètiques (Barcelona, 2003) i com a vicepresident de l'Associació Fonètica Internacional (2007-2011). Ha publicat nombrosos articles especialitzats en revistes internacionals de prestigi i és membre del consell editorial d'algunes d'elles. També ha organitzat cinc simposis sobre canvi fonètic, quatre amb el romanista Fernando Sánchez Miret (volums publicats per Lincom Europa els anys 2010, 2013, 2018, 2021) i un amb la fonetista i fonòloga Maria Josep Solé (volum publicat per John Benjamins l’any 2012). És membre de la secció 'Linguistic Studies' de l'Academia Europaea (2018-...).

## Obra
- Llibres
- Estudi lingüístic de la parla del Camp de Tarragona (1985), Curial i Publicacions de l'Abadia de Montserrat, Barcelona.
- Estudis de fonètica experimental del català oriental central (1986), Publicacions de l'Abadia de Montserrat, Barcelona.
- Fonètica descriptiva del català (1991; 2a edició: 1996), Institut d'Estudis Catalans, Barcelona.
- Fonètica i fonologia (1993), Enciclopèdia Catalana, Barcelona.
- De la fonètica a la fonologia (2001), Ariel, Barcelona.
- Fonètica i fonologia experimentals del català. Vocals i consonants (2014), Institut d'Estudis Catalans, Barcelona.
- Coarticulation and Sound Change in Romance (2014), John Benjamins, Amsterdam.
- Fonètica històrica del català (2017), Institut d'Estudis Catalans, Barcelona.
- The Production of Consonant Clusters. Implications for Phonology and Sounch Change (2018), De Gruyter, Berlín.
- Configuració lingual de vocals, consonants i grups de consonants del català. Dades d'ultrasons (2019), Servei de Publicacions de la UAB, Bellaterra.
- Phonetic Causes of Sound Change: The Palatalization and Assibilation of Obstruents (2020), Oxford University Press.
- Consonant-induced Sound Changes in Stressed Vowels in Romance. Assimilatory, dissimilatory and diphthongization processes (2023), Beihefte zur Zeitschrift für romanische Philologie, De Gruyter, Berlín.
- Selecció de capítols de llibre i articles
- (2020) Recasens, D. Romance palatalizations in light of experimental phonetics, a The Oxford Encyclopedia of Romance Linguistics, (eds.) M. Loporcaro & F. Gardani, Oxford University Press, publicació en línia.
- (2018)  Recasens, D. Coarticulation, a The Oxford Research Encyclopedia of Linguistics, (ed.) D. Whalen, Oxford University Press, publicació en línia.
- (2016) Recasens, D. & Rodríguez, C. A study on coarticulatory resistance and aggressiveness for front lingual consonants and vowels using ultrasound, Journal of Phonetics, 59, 58-75.
- (2012) Recasens, D. & Mira, M. Voicing assimilation in Catalan two-consonant clusters, Journal of Phonetics, 40, 639-654.
- (2011) Recasens, D. A cross-language acoustic study of initial and final allophones of /l/, Speech Communication, 54, 368-383.
- (2010) Farnetani, E. & Recasens, D. Coarticulation and connected speech processes, a The Handbook of Phonetic Sciences, (eds.) W. J. Hardcastle, J. Laver & F. Gibbon, Wiley-Blackwell, 316-352.
- (2009) Recasens, D. & Espinosa, D. An EMA investigation of lingual coarticulatory resistance and aggressiveness for consonants and vowels in Catalan VCV sequences, Journal of the Acoustical Society of America, 125, 2288-2298.
- (2006) Recasens, D. & Espinosa, A. Articulatory, positional and contextual characteristics of palatal consonants. Evidence from Majorcan Catalan, Journal of Phonetics, 34, 295-318.
- (2006) Recasens, D. & Espinosa, A. Dispersion and variability in Catalan vowels, Speech Communication, 48, 645-666.
- (2005) Recasens, D. & Espinosa, A.Articulatory, positional and coarticulatory characteristics for clear /l/ and dark /l/. Evidence from two Catalan dialects, Journal of the International Phonetic Association, 35, 1-26.
- (1999) Recasens, D. Lingual coarticulation, a Coarticulation, (eds.) W.J. Hardcastle & N. Hewlett, Cambridge University Press, 80-104.
- (1997) Recasens, D., Pallarès, M.D. & Fontdevila, J. A model of lingual coarticulation based on articulatory constraints, Journal of the Acoustical Society of America, 102, 544-561.